# Bundesliga de 1971–72
A Primeira Divisão do Campeonato Alemão de Futebol da temporada 1971-1972, denominada oficialmente de Fußball-Bundesliga 1971-1972, foi a 9º edição da principal divisão do futebol alemão. O campeão foi o FC Bayern München que conquistou seu 3º título na história do Campeonato Alemão. A equipe Do Borussia Dortmund foi pela primeira vez rebaixada em sua história devido a problemas financeiros

## Premiação
| 1. Fußball-Bundesliga 1971-1972       |
| Baviera                               |
| ------------------------------------- |
| FC BAYERN MÜNCHEN Campeão (3º título) |